# Dictyna navajoa
Dictyna navajoa är en spindelart som beskrevs av Willis J. Gertsch och Davis 1942. Dictyna navajoa ingår i släktet Dictyna och familjen kardarspindlar. Inga underarter finns listade i Catalogue of Life.